# Anolis townsendi
Espèce
Synonymes
- Norops townsendi (Stejneger, 1900)

Anolis townsendi est une espèce de sauriens de la famille des Dactyloidae. 

## Répartition
Cette espèce est endémique de l'île Cocos au Costa Rica. 

## Étymologie
Cette espèce est nommée en l'honneur de Charles Haskins Townsend.

## Publication originale
- Stejneger, 1900 : Descriptions of two new lizards of the genus Anolis from Cocos and Malpelo Islands. Bulletin of the Museum of Comparative Zoology at Harvard College, vol. 36, p. 161-163 (texte intégral).